# Gontran Toussaint
Pour les articles homonymes, voir Toussaint (homonymie).
Gontran Toussaint, né le 20 avril 1989 à Namur, est un auteur de bande dessinée réaliste belge francophone. 

## Biographie
Gontran Toussaint naît le 20 avril 1989 à Namur.
La lecture de la bande dessinée à travers les grands héros humoristiques le pousse à vouloir en comprendre le fonctionnement. L'envie lui vient naturellement de réaliser ses propres histoires. 
La découverte, à l'âge de l'adolescence, de grands maîtres du réalisme, tels Jean Giraud ou Hermann, l'influence considérablament. 
À l'issue d'un parcours scolaire artistique, il poursuit sa formation en bande dessinée à l'École supérieure des arts Saint-Luc de Liège, puis il fait le tour des éditeurs. 
C'est après avoir vu son travail que Renaud Garreta et Laurent Granier lui proposent de les rejoindre sur un nouveau projet pour Dargaud : Reporter. 
Il dessine ainsi le premier tome Bloody Sunday en 2016, cet album qui conte le combat contre la ségrégation raciale aux États-Unis dans les années 1960, lui vaut le prix de l'avenir en 2017.
L'année suivante, il publie dans cette même série le second tome intitulé Les Derniers Jours du Che.
Puis avec la scénariste et coloriste Léa Chrétien, il entreprend le triptyque La Couleur du Sang, le premier tome est publié en 2019 chez le même éditeur. 
La série Louisiana développe les thèmes de l'exercice du pouvoir et de l'émancipation féminine. 
Il enchaîne avec le second tome en 2021 dont Philippe Tomblaine du site BDzoom relève le très beau visuel de couverture. 
Il termine la saga en 2022. En 2024, il participe au 14e tome de XIII Mystery, la série dérivée de XIII.

### Vie privée
Gontran Toussaint vit à Wépion avec sa compagne Léa Chrétien.

## Œuvres

### Albums de bande dessinée

#### Reporter
- 1. Bloody Sunday[11],[12],[13], Dargaud, Paris, 30 septembre 2016
Scénario : Renaud Garreta et Laurent Granier - Dessin : Gontran Toussaint - Couleurs : Jocelyne Charrance -  (ISBN 9782205075267)
- 2. Les Derniers Jours du Che[4],[14], Dargaud, Paris, 24 novembre 2017
Scénario : Renaud Garreta et Laurent Granier - Dessin : Gontran Toussaint - Couleurs : Léa Chrétien -  (ISBN 9782205076769)

#### Louisiana
- 1. La Couleur du Sang 1/3[15], Dargaud, Paris, 13 septembre 2019
Scénario et couleurs : Léa Chrétien - Dessin : Gontran Toussaint -  (ISBN 978-2-205-07864-0)
- 2. La Couleur du Sang 2/3[16],[17], Dargaud, Paris, 22 janvier 2021
Scénario et couleurs : Léa Chrétien - Dessin : Gontran Toussaint -  (ISBN 978-2-205-08468-9)
- 3. La Couleur du Sang 3/3[18], Dargaud, Paris, 2 septembre 2022
Scénario et couleurs : Léa Chrétien - Dessin : Gontran Toussaint -  (ISBN 978-2-205-08468-9)

### One shots
- Intelligences, Dargaud, Paris, 29 août 2025
Scénario : Philippe Pelaez - Dessin et couleurs : Gontran Toussaint -  (ISBN 978-2-505-12743-7)

### Collectifs

#### XIII Mystery
- 14. Traquenards et sentiments[19],[20], Dargaud Benelux, Bruxelles, 19 janvier 2024
Scénario : Jean Van Hamme - Dessin : collectif dont Gontran Toussaint - Couleurs : quadrichromie -  (ISBN 978-2-505-12410-8)

## Prix et récompenses
- 2017  prix de l'avenir[3] pour Bloody Sunday de la série Reporter, t. 1[21].

#### Livres
: document utilisé comme source pour la rédaction de cet article.
- Philippe Mellot, Michel Denni, Laurent Turpin et Isabelle Morzadec, Trésors de la bande dessinée : BDM 2025-2026 - Catalogue encyclopédique et Argus, Paris, Les Arènes, novembre 2024, 24e éd., 1839 p., ill. ; 23 cm (ISBN 979-10-37512-61-1, OCLC 1478218824, présentation en ligne), p. 848, 1197. .

#### Articles
- Alexis Seny, « En images - Gontran Toussaint tutoie Malcolm X et Luther King », L'Avenir,‎ 16 novembre 2016 (lire en ligne , consulté le 8 mai 2023)
- Gontran Toussaint et Léa Chrétien (interviewés par Alexis Seny), « Léa Chrétien et Gontran Toussaint plantent une graine dans la Louisiana esclavagiste et machiste : « En tant que créateur d’histoires, c’est toujours plus ‘agréable’ de se mettre dans la peau du méchant. Ça rend le travail intéressant » », Branchés Culture,‎ 11 septembre 2019 (lire en ligne, consulté le 8 mai 2023)
- Alexis Seny, « Photos - Louisiana de Gontran Toussaint et Léa Chrétien: de Meuse en Mississipi, autant en emporte l’... enfer », L'Avenir,‎ 14 octobre 2019 (lire en ligne , consulté le 8 mai 2023).